# Liste des lauréats et nommés indiens aux Oscars
Cet article présente la liste des lauréats et nommés indiens aux Oscars.

## Distinctions

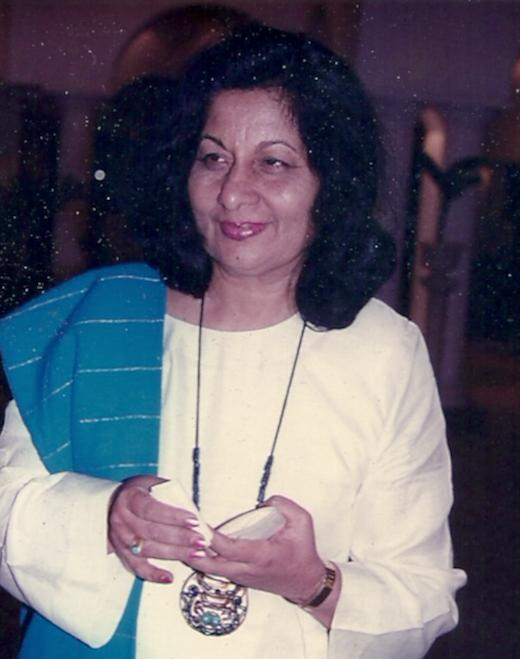
Bhanu Athaiya, première personnalité indienne à remporter un Oscar en 1983, pour concevoir les costumes pour le film Gandhi, de Richard Attenborough.

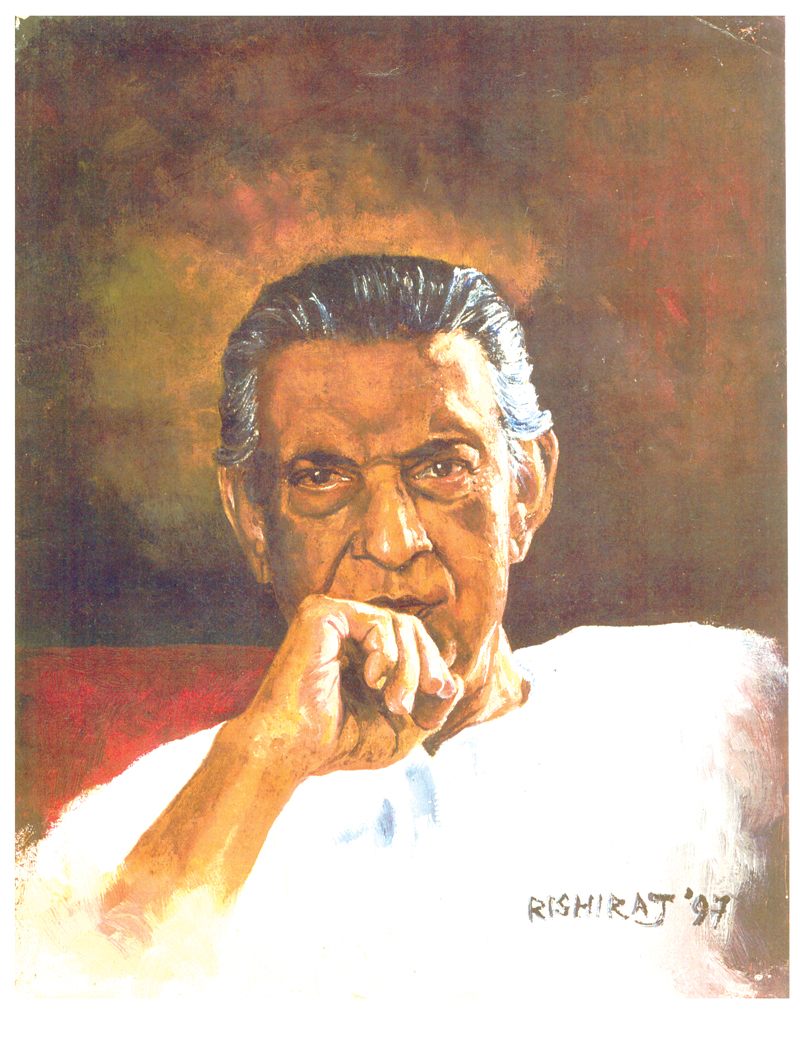
Satyajit Ray, premier indien à recevoir l'Oscar d'honneur en 1992.

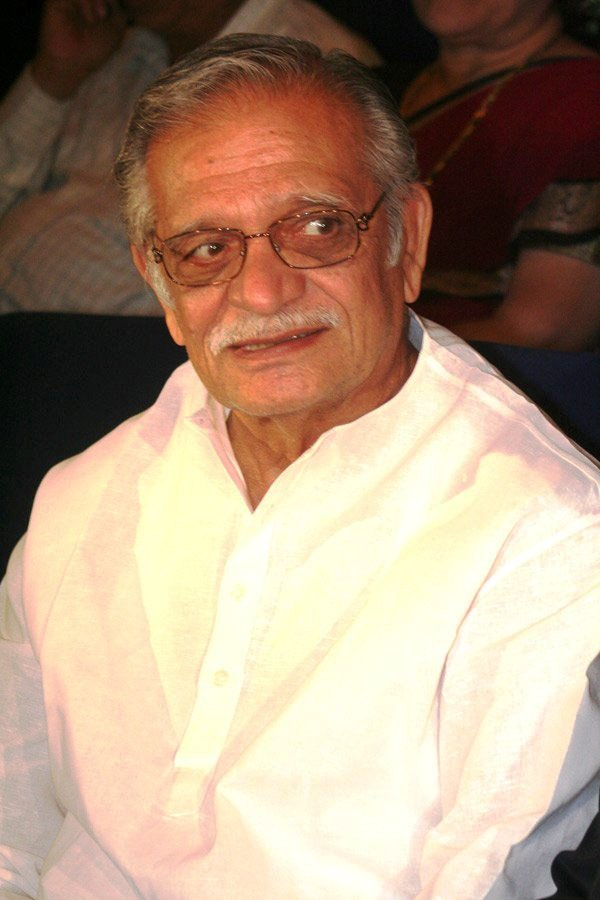
Gulzar, premier parolier indien à recevoir un Oscar en 2009, pour l'hymne Jai Ho pour le film Slumdog Millionaire, de Danny Boyle.

Depuis 1957, l'Academy of Motion Picture Arts and Sciences propose un prix pour les films non-anglophones sous le nom de l'Oscar du meilleur film en langue étrangère. Depuis cette date, un comité dépendant du gouvernement indien propose régulièrement des films indiens pour la sélection. Ces films peuvent être en diverses langues indiennes, provenir de Bollywood, de Tollywood, de Kollywood ou de réalisateurs indépendants ou étrangers. En 1982, le National Film Development Corporation of India a contribué à la co-production l'Oscar du meilleur film pour Gandhi.
Jusqu'en 2018, vingt-et-une personnalités indiennes furent nommées et neuf furent récompensées. Les films indiens, Mother India (1957), Salaam Bombay ! (1988) et Lagaan (2001) ont été nommés pour l'Oscar du meilleur film en langue étrangère mais aucun ne remporte l'Oscar.
Satyajit Ray est le seul indien avoir reçu l'Oscar d'honneur en 1992, et A. R. Rahman a été le seul avoir remporté plus d'un Oscar. 
En revanche, il faut souligner qu'en 2009, le film britannique Slumdog Millionaire a remporté huit Oscars, dont celui de la meilleure musique de film et de la meilleure chanson originale, décernés à A. R. Rahman et Gulzar. Or, ce film, qui n'est certes pas produit par des compagnies indiennes et réalisé par Danny Boyle, a néanmoins un lien fort avec l'Inde : l'histoire elle-même, adaptée d'un roman indien, se déroule en Inde et évoque des thématiques comme la pauvreté dans ce pays ; le film rend hommage au cinéma indien ; sa distribution est en partie constituée de stars de Bollywood ; de nombreux techniciens et artistes ont également participé au film pour la bande originale et les scènes tournées en Inde ont été réalisées en collaboration avec l'Indienne Loveleen Tandan ; environ un tiers des dialogues sont en hindi ; trois personnalités indiennes ont obtenu des Oscars pour leur travail sur ce film.
| Année | Film                    | Catégorie                                                 | Nom                                 | Résultat   | Références |
| ----- | ----------------------- | --------------------------------------------------------- | ----------------------------------- | ---------- | ---------- |
| 1958  | Mother India            | Oscar du meilleur film en langue étrangère                | Mehboob Khan                        | Nomination | [ 3 ]      |
| 1961  | The Creation of Woman   | Oscar du meilleur court métrage en prises de vues réelles | Ismail Merchant                     | Nomination | [ 4 ]      |
| 1979  | An Encounter with Faces | Oscar du meilleur court métrage documentaire              | K. K. Kapil                         | Nomination | [ 5 ]      |
| 1983  | Gandhi                  | Oscar de la meilleure création de costumes                | Bhanu Athaiya                       | Lauréat    | [ 6 ]      |
| 1983  | Gandhi                  | Oscar de la meilleure musique de film                     | Ravi Shankar                        | Nomination | [ 6 ]      |
| 1987  | Chambre avec vue        | Oscar du meilleur film                                    | Ismail Merchant                     | Nomination | [ 7 ]      |
| 1989  | Salaam Bombay !         | Oscar du meilleur film en langue étrangère                | Mira Nair                           | Nomination | [ 8 ]      |
| 1992  | —                       | Oscar d'honneur                                           | Satyajit Ray                        | Lauréat    | ,          |
| 1993  | Retour à Howards End    | Oscar du meilleur film                                    | Ismail Merchant                     | Nomination | [ 11 ]     |
| 1994  | Les Vestiges du jour    | Oscar du meilleur film                                    | Ismail Merchant                     | Nomination | [ 12 ]     |
| 2000  | American Beauty         | Oscar du meilleur montage                                 | Tariq Anwar                         | Nomination | [ 13 ]     |
| 2002  | Lagaan                  | Oscar du meilleur film en langue étrangère                | Ashutosh Gowariker                  | Nomination | ,          |
| 2005  | Little Terrorist        | Oscar du meilleur court métrage en prises de vues réelles | Ashvin Kumar                        | Nomination | [ 16 ]     |
| 2007  | Water                   | Oscar du meilleur film en langue étrangère                | Deepa Mehta                         | Nomination | ,          |
| 2009  | Slumdog Millionaire     | Oscar du meilleur mixage de son                           | Resul Pookutty                      | Lauréat    | ,          |
| 2009  | Slumdog Millionaire     | Oscar de la meilleure musique de film                     | A. R. Rahman                        | Lauréat    | ,          |
| 2009  | Slumdog Millionaire     | Oscar de la meilleure chanson originale                   | A. R. Rahman, Gulzar (pour Jai Ho)  | Lauréat    | ,          |
| 2009  | Slumdog Millionaire     | Oscar de la meilleure chanson originale                   | A. R. Rahman (pour O... Saya)       | Nomination | ,          |
| 2011  | 127 heures              | Oscar de la meilleure musique de film                     | A. R. Rahman                        | Nomination | [ 22 ]     |
| 2011  | 127 heures              | Oscar de la meilleure chanson originale                   | A. R. Rahman (pour If I Rise)       | Nomination | [ 22 ]     |
| 2011  | Le Discours d'un roi    | Oscar du meilleur montage                                 | Tariq Anwar                         | Nomination | [ 22 ]     |
| 2013  | L'Odyssée de Pi         | Oscar de la meilleure chanson originale                   | Bombay Jayashri (pour Pi's Lullaby) | Nomination | [ 23 ]     |
| 2016  | Amy                     | Oscar du meilleur film documentaire                       | Asif Kapadia                        | Lauréat    | ,          |
| 2016  | —                       | Oscars scientifiques et techniques                        | Cottalango Leon                     | Lauréat    | ,          |
| 2016  | —                       | Oscars scientifiques et techniques                        | Rahul Thakkar                       | Lauréat    | ,          |
| 2017  | Lion                    | Oscar du meilleur acteur dans un second rôle              | Dev Patel                           | Nomination | ,          |
| 2018  | —                       | Oscars scientifiques et techniques                        | Vikas Sathaye                       | Lauréat    | [ 32 ]     |